# Carl Schneider (Theologe, 1900)
Carl Hermann Oskar Schneider (* 19. Dezember 1900 in Zwickau; † 16. Mai 1977 in Speyer) war ein deutscher Theologe, Religionswissenschaftler, Psychologe und Kulturwissenschaftler.

## Leben und Wirken
Carl Schneider war der Sohn eines Drogisten. Er besuchte bis zum Maturitätsexamen 1920 das Realgymnasium Zwickau. Ab 1920/21 studierte er in Marburg, ab 1922 in Leipzig evangelische Theologie, Philosophie, Psychologie und Pädagogik. Er legte 1920 das Graecum und Hebraicum ab und machte 1924 das Theologische Staatsexamen an der Universität Leipzig. Danach war er Hilfsassistent am Seminar für Systematische Theologie unter Karl Girgensohn. Gleichzeitig bekleidete er das Seniorat des Predigerkollegiums zu St. Pauli in Leipzig und war Herausgeber der von seinem Lehrer Karl Girgensohn gegründeten Zeitschrift Christentum und Wissenschaft. Nach Girgensohns Tod gab Schneider aus dem Nachlass dessen Theologische Ethik heraus.
1928 wurde Carl Schneider mit einer Dissertation über ein Thema aus der Gestaltpsychologie, Untersuchungen über die Unterschiedsempfindlichkeit verschieden gegliederter optischer Gestalten promoviert. Gutachter waren Felix Krueger und Friedrich Sander. Anschließend ging er als Assistant Professor an das Concordia Theological Seminary nach Springfield (Ohio). Von 1929 bis 1934 war er Professor am Herder-Institut Riga.
1930 habilitierte er sich bei Johannes Leipoldt an der theologischen Fakultät der Universität Leipzig mit einer Arbeit aus dem Gebiet der Religionspsychologie, Die Erlebnisechtheit der Apokalypse des Johannes. Im Jahre 1935 wurde er als außerordentlicher Professor für Neues Testament und hellenistische Religionsgeschichte an die Albertus-Universität Königsberg berufen; dort erhielt er zwei Jahre später einen Lehrstuhl.
1933 trat Schneider in die NSDAP ein. Seit seiner Gründung im Jahr 1939 war er Mitarbeiter des Instituts zur Erforschung und Beseitigung des jüdischen Einflusses auf das deutsche kirchliche Leben in Eisenach, das durch Protagonisten der Deutschen Christen ins Leben gerufen worden war.
Nach seiner Einberufung zur Wehrmacht arbeitete Carl Schneider als Psychologe und Dolmetscher. Das Ende des Krieges brachte Gefangenschaft und Vertreibung aus Königsberg mit dem damit verbundenen Verlust seiner Bibliothek, Manuskripte und Zettelkästen. Er ließ sich zunächst mit seiner Familie im rheinhessischen Flomborn nieder, wo er als Pfarrer arbeitete.
Wohl wegen seines Eintretens für die nationalsozialistische Ideologie in seinen Schriften und als Mitglied des Eisenacher Institutes war es Carl Schneider verwehrt, die unterbrochene Tätigkeit als Inhaber eines Lehrstuhls an einer Universität fortzusetzen. Der Kirchenpräsident der Evangelischen Landeskirche der Pfalz, Hans Stempel holte Schneider nach Speyer. 1948 trat er in den Dienst des Landesvereins der Inneren Mission. Ab 1954 hatte Schneider eine Pfarrstelle für gesamtkirchliche Aufgaben. Er leitete die Ausbildung von Gemeindehelferinnen und war von 1961 bis 1967 Leiter der Evangelischen Akademie in Enkenbach in der Pfalz.
Als Kulturreferent der Stadt Speyer (1949–1974), dem neuen Wohnsitz der Familie, gelang es ihm, wesentliche Impulse im kulturellen Nachkriegsleben der Stadt zu geben. Hier entstanden auch Carl Schneiders groß angelegte Hauptwerke über den Hellenismus und das Christentum, zu denen die umfangreichen Vorarbeiten in der Zeit des Wirkens in Königsberg kriegsbedingt vernichtet worden waren.
In seinen Schriften, Vorträgen und Kursen machte Carl Schneider immer wieder auf die Wichtigkeit der Beschäftigung mit der Welt der Antike, besonders der alten Griechen aufmerksam. Mit der ihm eigenen Begeisterungsfähigkeit, seinem enzyklopädischen Wissen und der Beherrschung der rhetorischen Mittel gelang es ihm, theologische und kulturgeschichtliche Fragen einem breiten Publikum näherzubringen und er scheute sich nicht, Laien, im Vertrauen auf ihre Lernbereitschaft, mit Fachfragen aus seinem Forschungsgebiet zu konfrontieren. Die auch von den Rezensenten seiner Hauptwerke erwähnte Fähigkeit Carl Schneiders, die Probleme und Ergebnisse seiner wissenschaftlichen Arbeit in klarer, verständlicher Sprache darzustellen, war mit ein Grund für den Erfolg seines Wirkens.
Die Entwicklung der Bewegung der Volkshochschule und der Erwachsenenbildung im Allgemeinen war Schneider ein besonderes Anliegen und er ermutigte Menschen, deren geistige Kapazität er erkannt hatte, sich aktiv im Kulturleben zu engagieren. Keinen Zweifel ließ Carl Schneider daran, dass Fortschritte in der geistigen Entwicklung hart erarbeitet werden müssen. Es gebe kein Lernen sans peine (= ohne Mühe), sagte er, sich auf die Titel der bekannten Lehrbuchreihe für Fremdsprachen des Assimil-Verlages beziehend.

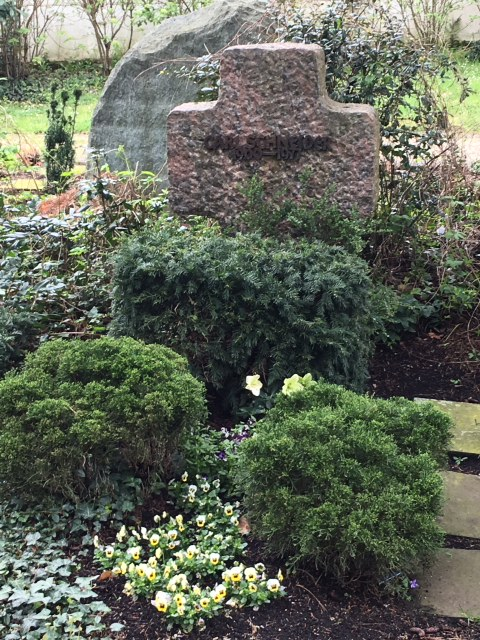
Das 2017 aufgelassene Grab von Carl Schneider auf dem städtischen Friedhof Speyer

Das Grab Carl Schneiders befand sich bis zum Oktober 2017 auf dem städtischen Friedhof von Speyer.

## Ehrungen
Für sein Wirken wurde Carl Schneider mehrfach geehrt. Er erhielt am 7. September 1974 anlässlich seiner Verabschiedung als Kulturreferent und Leiter der Volkshochschule  aus der Hand des damaligen Kultusministers von Rheinland-Pfalz, Bernhard Vogel, das Bundesverdienstkreuz am Bande und 1975 verlieh ihm der Oberbürgermeister von Speyer, Christian Roßkopf, die Ehrenplakette der Stadt. In der Villa Kirrmeier-Ecarius in Speyer, Bahnhofstraße 54, dem Sitz der örtlichen Volkshochschule, wurde nach Carl Schneiders Tod eine Gedenktafel angebracht, die aber inzwischen wieder entfernt wurde.
Carl Schneider war Mitglied der Mommsen-Gesellschaft, der Humboldt-Gesellschaft und Mitglied und Ehrenritter des Ordo Sancti Constantini (OCM), des internationalen Konstantinordens.

## Werke
- Carl Girgensohn †. In: Christentum und Wissenschaft : Monatsschrift. Leipzig. 1 (1925), S. 419 ff.
- Gibt es einen religiösen Menschen? : Beiträge zur religiösen Individualpsychologie auf experimenteller Grundlage. In: Christentum und Wissenschaft : Monatsschrift. Leipzig. 2 (1926),  S. 97 ff, S. 139 ff. (Auch als Sonderdruck o. J. erschienen).
- Untersuchungen über die Unterschiedsempfindlichkeit verschieden gegliederter optischer Gestalten. (Dissertation, gleichzeitig erschienen in: Felix Krueger, Friedrich Sander [Hrsg.]: Gestalt und Sinn. (Neue Psychologische Studien, Bd. 4, Heft 1). C. H. Beck, München 1928.)
- Experimentelle Studien zum Gotteserleben. In: Religionspsychologie. Wilhelm Braumüller-Verlag, Wien u. a. (Veröffentlichungen des Wiener Religionspsychologischen Forschungs-Instituts durch die Internationale Religionspsychologische Gesellschaft. Karl Beth [Hrsg.]) Heft 4 (1928), S. 51–62.
- Die Gefühlslehren der gegenwärtigen Psychologie und ihre Bedeutung für die Religionswissenschaft. In: Christentum und Wissenschaft : Monatsschrift. Leipzig. 5 (1929), S. 189 ff.
- Bei den deutschen Lutheranern in Australien.  (Die Evangelische Diaspora : Beihefte ; 17). Verlag des Centralvorstandes des Evangelischen Vereins der Gustav-Adolf-Stiftung, Leipzig 1929.
- Die Erlebnisechtheit der Apokalypse des Johannes. Dörffling & Franke, Leipzig 1930. (Habilitationsschrift).
- Paulus und die Welt. In:  Angelos : Archiv für neutestamentliche Zeitgeschichte und Kulturkunde. Pfeiffer, Leipzig. 4 (1932), S. 11 ff.
- Paulus und das Gebet. In: Angelos : Archiv für neutestamentliche Zeitgeschichte und Kulturkunde. Pfeiffer, Leipzig. 4 (1932), S. 17 ff.
- Das Volks- und Heimatgefühl bei Paulus. In: Christentum und Wissenschaft : Monatsschrift. Braunschweig. 8 (1932), S. 10 ff.
- Neues Testament und Deutschtum. In: Glaube und Volk in der Entscheidung : christlich-deutsche Monatsschrift. Diesterweg, Frankfurt a. M./Berlin. 2 (1933), S. 71–74.
- Nationalsozialismus und Auslandsdeutschtum. In: Baltische Monatshefte. Plates, Riga 1933. S. 609–616.
- Einführung in die Neutestamentliche Zeitgeschichte mit Bildern. Deichert, Leipzig 1934.
- Der Hauptmann am Kreuz. In: Zeitschrift für die neutestamentliche Wissenschaft (=ZNTW). De Gruyter, Berlin. 33 (1934).
- Volk und Rasse. In: Volk im Werden : Zeitschrift für Kulturpolitik. Armanen-Verlag, Leipzig. 4 (1936), S. 375–378.
- Katapetasma. In: Kyrios : Vierteljahresschrift für Kirchen- und Geistesgeschichte Osteuropas. Die Spur, Berlin. 1 (1936), S. 57–73.
- Thymiamata. In: Kyrios : Vierteljahresschrift für Kirchen- und Geistesgeschichte Osteuropas. Die Spur, Berlin. 2 (1937).
- Paulusfragen. Bonner Universitäts-Buchdruck, Bonn 1937. (Aufbau im Positiven Christentum, Heft 40).
- Die Sehnsucht als konstitutives Moment des religiösen Erlebens. In: Archiv für die gesamte Psychologie : Organ der Deutschen Gesellschaft für Psychologie. Akademische Verlags-Gesellschaft, Frankfurt am Main. 97 (1938), S. 182–196.
- Das Frühchristentum als antisemitische Bewegung. Verlag Kommende Kirche, Bremen 1940. (Buchausgabe von zwei Artikeln vom 26. März und 16. April 1939 in Nr. 13 und Nr. 16 der Zeitschrift Kommende Kirche.)
- Das Fortleben der hellenistischen Religionen in den byzantinischen Liturgien. In: Kyrios : Vierteljahresschrift für Kirchen- und Geistesgeschichte Osteuropas. Die Spur, Berlin. 4 (1941).
- Die Unverbindlichkeit des biblischen Kanons. In: Heinz E. Eisenhuth (Hrsg.),  Die Bedeutung der Bibel für den Glauben. Wigand, Leipzig 1941, S. 263–278.

- Gregorovius als Ostpreuße. In: Altpreußische Forschungen. Historische Kommission für Ost- und Westpreußische Landesforschung, Königsberg, 19 (1942), S. 79.
- Erinnerungen an Heidesheim. Erlebnisbericht aus einem Kriegsgefangenen-Lazarett. Druck-Werkstätte Diehl & Co., Alzey 1948.
- Praktische Bibelkunde. Kaufmann, Lahr 1949.
  - Praktische Bibelkunde, neu hrsg., durchgesehen und verbessert  von Arnold Bittlinger.  Die Rufer, Buch- und Schriftenverlag Rolf Kühne, Hannover 1967.
- Archeiropoieton, in: Reallexikon für Antike und Christentum. (=RAC). Hiersemann, Leipzig und Stuttgart 1950. Bd. I.
- Die Diplomatie von Byzanz. 4. Lehrgang für Anwärter des Auswärtigen Dienstes. Speyer 1952. (Vorlesungsskript. Vorhanden: Bibliothek und Medienzentrale der Evangelischen Landeskirche der Pfalz in Speyer.  Signatur: NH 6/39.)
- Origenes und die hellenistischen Religionen. In: Theologische Literaturzeitung. Evangelische Verlagsanstalt, Leipzig. 12 (1953), S. 742–748.
- Die Christen im römischen Weltreich. In: Historia Mundi. Francke Verlag, Bern / Lehnen Verlag, München 1956. Bd. 4.
- Herakles der Todüberwinder. Zur Interpretation eines Reliefzyklus aus Speyer. In: Wissenschaftliche Zeitschrift der Karl-Marx-Universität Leipzig, 7 (1957/58). Gesellschafts- und Sprachwissenschaftliche Reihe, Heft 5, S. 661–666.
- Hellenismus. In: Evangelisches Kirchenlexikon.Vandenhoeck & Ruprecht, Göttingen 1958. Bd. 2, Sp. 98–102.
- Zur Bedeutung des Weines in der Kulturgeschichte. Meininger, Neustadt an der Weinstraße, 1958. (Weinblatt-Bücherei für die Berufstätigen im Weinfach, Bd. 27).
- Zum Gestaltbegriff der griechischen Spätantike. In: Zeitschrift für experimentelle und angewandte Psychologie. Verlag für Psychologie Hogrefe, Göttingen 1959. VI/3 (1959), S. 335–342.
- Bemerkungen zu einem Dokument aus einer ägyptischen Diasporagemeinde. In: Die evangelische Diaspora, Zeitschrift des Gustav Adolf-Werkes 27/4 (1956), S. 217–225.
- Die Unterschiede zwischen dem frühen Christentum im Osten und Westen des antiken Raumes. In: Gymnasium : Zeitschrift für Kultur der Antike und humanistische Bildung. Winter, Heidelberg. Jg. 63, S. 269 ff.
- Evangelischer Jugenddienst. Handreichungen für Gemeinde- und Jugendarbeit. (Hrsg. : Th. Voß;) Nr. 13–15, 17. Nr. 15: Um des Glaubens willen. Königsberg o. J. (Hektographierte Broschüren).
- Zur Bedeutung des Weines in der Antike. Vortrag auf der Veranstaltung der Gesellschaft für die Geschichte des Weines am 16. Januar 1961 in Bad Kreuznach. Gesellschaft für die Geschichte des Weines, Wiesbaden 1961. (Schriften zur Weingeschichte;  Nr. 5).
- Die mitteleuropäischen Verkehrswege von 1200 bis 1500. In: Jahrbuch der Hafenbautechnischen Gesellschaft. Springer-Verlag, Berlin u. a. 1962. Bd. 25/26 (1958/61), S. 5–25.
- Dionysos in Speyer ? In: Mitteilungen des Historischen Vereins der Pfalz. Historischer Verein der Pfalz, Speyer 1965. Nr. 63, S. 92–95.
- Geistesgeschichte des antiken Christentums. 2 Bde. C. H. Beck, München 1954.
  - Geistesgeschichte der christlichen Antike. C. H. Beck, München 1970 (Beck’sche Sonderausgaben). (Gekürzte Ausgabe der Geistesgeschichte des antiken Christentums mit verändertem Titel.)
  - Geistesgeschichte der christlichen Antike. Deutscher Taschenbuch-Verlag (dtv), München 1978.
- Die Bilder in der Dreifaltigkeitskirche in Speyer in theologischer Sicht. In: Turmhahn : Zeitschrift für Bauen und Kunst in der Evangelischen Kirche der Pfalz (Protestantische Landeskirche). Evangelischer Pressedienst, Speyer. 7 (1963), Heft 4–5, S. 19.
- Das Zeitalter Justinians. In: Historische Zeitschrift. Oldenbourg, München 1961. 193/1 (1961), S. 92–101. (Rezension von: Berthold Rubin, Das Zeitalter Justinians. Bd. 1. de Gruyter, Berlin 1960.)
- Zur Problematik des Hellenistischen in den Qumrantexten. In: Symposium der Qumran-Forschung, Berlin 1963.
- Johannes Leipoldt †. In: Gnomon : kritische Zeitschrift für die gesamte klassische Altertumswissenschaft. C. H. Beck, München. 37 (1965), S. 743–744. (Nachruf auf Carl Schneiders Lehrer).
- Der historische Jesus. (Bandnachschrift von zwei Referaten, gehalten auf einer Tagung der Evangelischen Akademie der Pfalz am 10./11. Dezember 1966 im Martin-Butzer-Haus in Bad Dürkheim. Zentralarchiv der Evangelischen Kirche der Pfalz ZASP Abt. 38 Nr. 52.)
- Das Jesusbild der historisch-kritischen Theologie. In:  Karlheinz Deschner (Hrsg.), Jesusbilder in theologischer Sicht, München 1966, S. 9–32.
- Kulturgeschichte des Hellenismus. 2 Bde. C. H. Beck, München 1967/69.
  - Die Welt des Hellenismus. Lebensformen der spätgriechischen Antike. C. H. Beck, München 1975. (Gekürzte Ausgabe der Kulturgeschichte des Hellenismus.)
- Polaritäten im Hellenismus. In: Polarität als Weltgesetz und Lebensprinzip (Abhandlungen der Humboldt-Gesellschaft für Wissenschaft, Kunst und Bildung e. V.), Mannheim 1974, S. 233–247.
- Die Grundlagen der europäischen Bildung. Vorstand des Kreisverbandes Landau der Europa-Union, Landau 1976.
- Symbole der Mysterien-Religionen als Ausdruck echter Polarität. O. O., 1976.
- Mysterien. Speyer 1976. (Als Manuskript gedruckt, Exemplar vorhanden: Pfälzische Landesbibliothek Speyer, Signatur: K 59245.)
- Die antiken Mysterien in ihrer Einheit und Vielfalt. Wesen und Wirkung der Einweihung. Bauhütten-Verlag, Hamburg 1979.
- Das Christentum. In: Propyläen Weltgeschichte, hrsg. von Golo Mann und Alfred Heuß. Ullstein Verlag, Frankfurt am Main 1963. Bd. 4, Rom. Die römische Welt, S. 429–485.
- Speyer – Europäische Geschichte als Schicksal einer Stadt. In: Schriftenreihe der Stadt Speyer. Stadtverwaltung,  Speyer 1983. Bd. 1. ISSN 0175-7954. S. 9–21. (Niederschrift eines Vortrages vom 17. Mai 1976 in Speyer. Erschienen auch in: Vierteljahresheft des Verkehrsvereins in Zusammenarbeit mit der Stadtverwaltung. Verkehrsverein, Speyer 1976/77. ISSN 0946-4719)
- Vorlesungen über Hellenismus und Frühes Christentum. In: Frank Hennecke, Erwin Radek, Paul Schröder (Hrsg.), Gymnasium und Welt. Books on Demand, Norderstedt 2014. ISBN 978-3-7357-9405-5. S. 237–282. (Es handelt sich um Nachschriften von Zuhörern der Vorträge, die Carl Schneider in den 1950er bis 1970er Jahren in der Friedenskirche in Ludwigshafen am Rhein gehalten hat.)